# Eublemma rosinans
Eublemma rosinans är en fjärilsart som beskrevs av Lucas 1938. Eublemma rosinans ingår i släktet Eublemma och familjen nattflyn. Inga underarter finns listade i Catalogue of Life.